# Vailhan
Vailhan é uma comuna francesa na região administrativa de Occitânia, no departamento de Hérault. Estende-se por uma área de 11,23 km². Em 2010 a comuna tinha 159 habitantes (densidade: 14,2 hab./km²).